# Harald Fuchs (Künstler)
Harald Fuchs (* 1954 in Rehau) ist ein deutscher Künstler. Der Schwerpunkt seiner künstlerischen Arbeit liegt auf den Neuen Medien, mit denen er raumgreifende Installationen entwickelt.

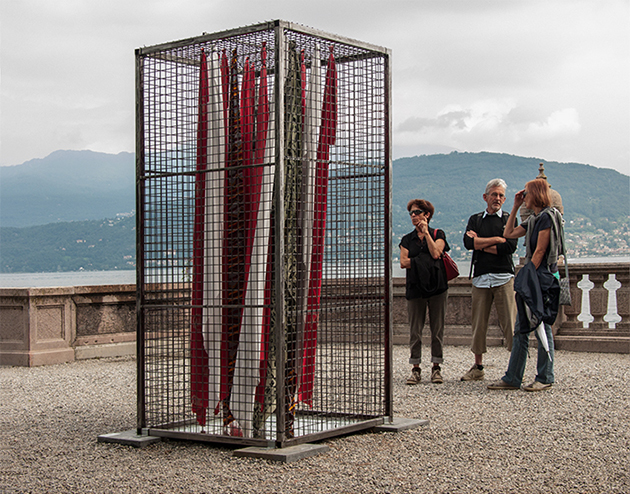
Spiriti Evocatti / Lampedusa, Außenskulptur auf Isola Bella 2014

## Leben
Im Anschluss an ein Studium des Grafik-Design 1974–1978 (Abschluss mit Diplom) an der Hochschule für Kommunikation in Würzburg hat Harald Fuchs 1978–1982 an der Staatlichen Akademie der Bildenden Künste Stuttgart in der Klasse „Freie Grafik“ bei Rudolf Schoofs studiert. Nach Lehraufträgen an der Eberhard Karls Universität Tübingen, Europäische Kunstakademie Trier, FH Würzburg und an der Kunstakademie Münster lehrte er von 1992 bis 1995 als Professor für „Freies und angewandtes Zeichnen“ an der Fachhochschule Augsburg. Von 1995 bis 2020 war er Professor für „Zeichnung/Illustration und Mixed Media“ am Fachbereich Design der Hochschule Düsseldorf.
Harald Fuchs hat seit 1981 zahlreiche ethnologische Forschungsreisen nach Ost- und Westafrika und nach Mittelamerika unternommen. Erkenntnisziel sind die über Jahrhunderte tradierten Rituale von Ureinwohnern und die Kultstätten traditioneller Medizinmänner. Weiterhin sucht Fuchs visuelle Zeugnisse – im Besonderen Felsmalereien – auf, die sich, oft schwer zugänglich, über Tausende von Jahren erhalten haben und Auskunft über den Alltag und den Götterglauben der alten Völker liefern. Die Erfahrungen, welche er vor Ort in Skizzen und Fotografien festhält, bilden in der Verknüpfung und Konfrontation mit neuzeitlichen naturwissenschaftlichen Experimenten und Erkenntnissen das Fundament seiner künstlerischen Konzeption. Dabei steht Harald Fuchs im intensiven Austausch mit archäologischen Museen und naturwissenschaftlichen Instituten. Er tritt aber auch – etwa in Publikationen und Diskussionsforen – in den theoretischen Diskurs mit Vertretern der unterschiedlichen Fachdisziplinen.
Harald Fuchs lebt seit 1986 in Köln.

## Auszeichnungen
- 1990: Stipendium der Deutschen Akademie Villa Massimo in der Casa Baldi, Olevano Romano
- 1997: Hermann-Claasen-Preis für Fotografie und Medienkunst der Kreissparkasse Köln
- 2003: Kulturpreis der Stadt Rehau
- 2014: Joseph-und-Anna-Fassbender-Preis für Zeichnung, Brühl

## Werk
In seinen dezidiert theatralisch vorgetragenen Konfrontationen von Natur-Ästhetik und Wissenschafts-Ästhetik simuliert Harald Fuchs Wahrheits- und Wahrscheinlichkeitsmodelle, die er vor allem aus der Naturwissenschaft, aber auch Psychologie ableitet.
Zentrales Thema dieser Installationen, Objekte, Fotoarbeiten ist das Verhältnis von Glauben und (Natur-)Wissenschaft und die Ersetzung seit Urzeiten tradierter Riten und ihrer Fetische durch die anonymen Forschungslaboratorien unserer Tage. Seine Beiträge handeln von der Kraft der Religionen, der Steuerbarkeit der Welt und den Gefahren des Fortschritts noch in Rückkopplung auf gesellschaftliche und politische Entwicklungen. Indem Harald Fuchs zugleich Episoden der Wissenschaftsgeschichte und einzelne ihrer Experimente rekapituliert, hinterfragt er die Verantwortung des Naturwissenschaftlers und seinen Einfluss auf die Geschichte.
Schon seit Ende der 1970er-Jahre befragt Harald Fuchs mit subjektiven künstlerischen Mitteln die Gegenwart anhand der Vergangenheit und auf der Grundlage objektiver naturwissenschaftlicher Experimente. Seine Medien sind zunächst die Performance und die Malerei und Zeichnung, welche er auf großen Formaten gestisch, verhalten farbig und an der Grenze zwischen Abstraktion und Gegenstand vorträgt. Schon wenige Jahre später verschiebt sich sein Schwerpunkt auf die Installation und die Fotografie, zugleich erzeugt er, oft noch durch Verdunkelungen, einen atmosphärisch dichten Parcours. Die Inszenierungen wirken aufwändig und komplex, evozieren mit Reflexionen labyrinthische Strukturen und beziehen neben dem bewegten Bild mitunter Sound ein. Tatsächlich verwendet Harald Fuchs einfachste „klassische“ Laborgeräte (Kolben, Schläuche, Reagenzgläser, Petrischale), Lichtapparaturen und spiegelnde Flächen und fügt, je nach Intention, frühgeschichtliche Zeugnisse (z. B. Faustkeile, Gefäße) und Tierfragmente hinzu, die augenscheinlich auf kultische Bezüge schließen lassen. Neben Beamer-Projektionen setzt er seit 1985 bis heute immer wieder Overhead-Projektoren ein, denen etwas Nostalgisches eigen ist. Mitunter arbeitet er mit Großprojektionen, etwa wenn er Bildmontagen von Körperpartien verschiedener Insekten, die noch animiert sein können, riesig an die Wand projiziert und Mikroorganismen zeigt. Auch wird der Ausstellungsraum zur Schauvitrine, die in der Tat zum Teil nur von außen zu sehen ist.
In jüngster Zeit hat Harald Fuchs für einzelne Ausstellungen mehrere räumlich getrennte Stationen zwischen Objekt und Installation geschaffen, die assoziativ um ein zentrales Thema kreisen: Während er im Forum für Fotografie in Köln 2012 den Genozid in Ruanda und den Versuch des Landes, durch Wahlen geordnete Strukturen zu schaffen, fokussiert hat, hinterfragte er 2015 im LVR-LandesMuseum Bonn dessen ureigene Aufgaben der archäologischen Aktivität, des Sammelns und Ausstellens.
Daneben realisiert Harald Fuchs großformatige Farbfotografien, die Details seiner Inszenierungen zeigen, dabei mittels Farbfilter, Perspektive und Ausschnitt abstrahiert sind, und noch einmal Schönheit und Grauen, Glaube und Unsicherheit durch das Unbegreifliche des Fortschritts zusammenführen. Seit 2008 wirkt Fuchs auch an zeitgenössischen Theaterproduktionen (Bühne, Video, Licht, Sound) mit. Mit seinem Gesamtwerk gehört er zu den wichtigen Vertretern der Medienkunst und den Pionieren einer Kunst im Kontext naturwissenschaftlicher Forschungen.

## Ausstellungen
Einzelausstellungen/Installationen:
- 1981: Airport Gallery, Frankfurt am Main
- 1982: Kunstverein Offenbach
- 1983: Kunsthalle Tübingen
- 1989: Galerie d’Eendt, Amsterdam
- 1992: Artothek Köln
- 1992: Spirit Square Center for The Arts, Charlotte, North Carolina, Vereinigte Staaten
- 1993: Nexus Gallery, Atlanta, Georgia, Vereinigte Staaten
- 1994: Wewerka-Pavillon, Münster
- 1995: Kunstverein Weißensee, Berlin
- 1997: Kunstverein Schaffhausen, Schweiz
- 1998: Trinitatiskirche, Köln
- 1999: The Landmark Gallery, Texas Tech University, Lubbock, Texas, Vereinigte Staaten
- 1999: Museum Kloster Bentlage
- 1999: Württembergischer Kunstverein, Stuttgart
- 2001: Kunstverein Ulm
- 2002: Museum DASA, Dortmund
- 2003: Ausstellungshalle Rehau
- 2003: Museum Morsbroich, Leverkusen
- 2004, 2008, 2014: Isola Bella, Lago Maggiore, Italien
- 2006: Museo Palazzo Tornielli, Ameno, Italien
- 2007: Museum Schloss Moyland, Bedburg-Hau
- 2008: Kunstraum Fuhrwerkswaage, Köln
- 2008, 2012: Forum für Fotografie, Köln
- 2009: Montag Stiftung Bildende Kunst, Bonn
- 2009: ERES-Stiftung, Kunst und Wissenschaft, München
- 2011: Künstlerverein Malkasten, Düsseldorf
- 2012: Galleria Allegretti Contemporanea, Turin, Italien
- 2013: Galerie der Stadt Brühl
- 2015: LVR-LandesMuseum, Bonn
- 2016: haus 34A, Bad Bentheim
- 2016: Kunstverein Tiergarten, Berlin
- 2016: Galerie Münsterland e.V, Emsdetten
- 2016: LandesMuseum Bonn, Bonn
- 2016: Theater der Keller, Köln
- 2017: Projektionsbiennale (Lichtsicht 6), Bad Rothenfelde
- 2018: Museo Manzoniano, Lesa, Italien
- 2018: Villa Nigra, Miasino, Italien
- 2019: Museum Goch, Goch

Ausstellungsbeteiligungen mit separaten Installationen:
- 1996: „Happy End“, Kunsthalle Düsseldorf
- 1997: „Animaux et animaux“, Museum zu Allerheiligen/Kunstverein Schaffhausen
- 1998: „Gen-Welten“, Kunst- und Ausstellungshalle der BRD, Bonn
- 2001: „Unter der Haut“, Wilhelm Lehmbruck Museum, Duisburg
- 2005: „Fraktale IV“, Palast der Republik, Berlin
- 2007: „Wunder über Wunder“, Kunsthalle Erfurt
- 2010: „IN3“, Basel
- 2012: „Made in China“, Museum für Angewandte Kunst, Köln

## Werke in öffentlichen Sammlungen
- Auswärtiges Amt, Bonn/Berlin
- LVR-Landesmuseum, Bonn
- DASA-Museum, Dortmund
- Staatliches Umweltamt, Hagen (Kunst am Bau)
- Museum Ludwig, Köln
- DKV-Versicherung, Köln (Kunst am Bau)
- Museum Morsbroich, Leverkusen
- ERES-Stiftung, Kunst und Wissenschaft, München

## Veröffentlichungen
- Harald Fuchs – Zeichnung, Radierung, künstlerische Aktionen, Projekte Künstlerbund Tübingen, 1980, Text: Helmut Hornbogen
- Harald Fuchs – Einreihung, Airport Gallery Frankfurt/Main und Kunstverein Offenbach e.V., 1982, Text: Eckhard Nordhofen
- Harald Fuchs – Vier Energieprojekte, Kunsthalle Tübingen, 1983, Text: Utz Jeggle
- Harald Fuchs – Realität der Gegenwart, Werkstattgalerie, 1983, Text: Timm Starl, Frankfurt/Main
- Neue visionäre Projekte – Harald Fuchs/Leonardo da Vinci Galerie am Haagtor, 1983, Interview Rudolf Greiner – Harald Fuchs, Tübingen
- Harald Fuchs – Die strukturelle Überlegenheit, Galerie Ralph Kleinsimlinghaus, Düsseldorf, 1987, Text: Friedemann Malsch, Düsseldorf
- Harald Fuchs – Dem Lauf eines schönen Tieres folgen De Gele Rijder, Arnheim 1989
- Harald Fuchs – Das verlorene Wissen / The Lost Knowledge Wewerka Pavillon, Münster, 1994, Texte: Manfred Schneckenburger, Klaus Hausen, Piet Meyer, S. D. Sauerbier
- Harald Fuchs – Kritische Masse / Critical Mass „Hermann-Claasen-Preis“ für Fotografie und Medienkunst, Köln, 1997, Texte: Manfred Schneckenburger, Siegfried Zielinski
- Harald Fuchs – in vitro, Württembergischer Kunstverein Stuttgart, 1999, Texte: Martin Hentschel, Edith Decker-Phillips, Martin Henatsch
- An Allegory of Perpetual Evolution – Projection Installation by Harald Fuchs Texas Tech University, Lubbock, 2000, Texte: Ken Bloom, Katherine Hayles, Harald Fuchs
- Harald Fuchs – Schwebende Teilchen in gläsernen Kalebassen, Kunstverein Ulm, 2001, Texte: Brigitte Hausmann, Eckhart Gillen
- Harald Fuchs – orte höherer ordnung / places of a higher order Galerie Mirko Mayer, Köln, 2001, Text: Thomas Donga
- Harald Fuchs – Atomare Kratzer auf der Stirn der Madonna, DASA-Galerie, Dortmund, 2002, Text: Gerhard Kilger, Eckhart Gillen
- Harald Fuchs – Heimspiel REHAU-ART, Rehau, 2003, Texte: Jobst Wagner, Hans Rudolf Reust
- Harald Fuchs – Perforierte Parallelwelten / Perforated Parallel Worlds Museum Morsbroich, Leverkusen, Salon Verlag, Köln 2003, Texte: Gerhard Finckh, Interview Ute Riese – Harald Fuchs
- Harald Fuchs – Das Paradoxe von Schrödingers Katze (oder wie wäscht man sein Geschirr mit schmutzigem Spülwasser...)
- Museum Schloss Moyland, 2007, Texte: Ernst Peter Fischer, Manfred Schneckenburger
- Harald Fuchs – Die Hybrid-Kontroverse – und die Trommeln von Malaga Fuhrwerkswaage, Kunstraum Köln, 2008, Text: Manfred Schneckenburger
- Harald Fuchs – Tanz durch den Morpho-Raum, ERES-Stiftung, München / Kunst und Wissenschaft, Kehrer Verlag, Heidelberg, 2010, Text: Ernst Peter Fischer
- Harald Fuchs – VOTE / VOTE Forum für Fotografie, Köln, 2012, Text: Thomas Appel
- Harald Fuchs – Photography and Installations in Progress / Das Jetzt dauert 30 Millisekunden, LandesMuseum Bonn / Verlag Kettler, Bonn, 2015, Texte: Alexandra Käss, Thomas Hirsch, Thomas Appel